# Labëria
La Labëria è una regione storica posta all'incirca nel sud-ovest dell'Albania. I suoi abitanti sono conosciuti come Lab (indicato in albanese Lab, pl. Lebër,) e i suoi confini si estendono da Valona a Himara a sud, fino al confine greco vicino Saranda, incorporando la regione di Kurvelesh del distretto di Argirocastro e estendendosi ad est fino alla città di Tepelenë.

## Nome
Il toponimo Labëria è prodotto tramite la metatesi di Arbëria, l'endonimo geografico medievale dell'Albania. Gli abitanti della regione si chiamano Lebër (singolare: Lab). Il legame con la forma più antica del toponimo fu preservato fino al tardo periodo ottomano come suggerito nei documenti della corte di Ali Pasha di Tepeleni e in altre pubblicazioni. In epoca ottomana, la regione divenne nota come Laplık in turco e Λιαπουριά, Liapouriá in greco.

## Estensione
Nella sua definizione più ampia, la Labëria può essere utilizzata per includere tutto, da Mallakastra e il fiume Voiussa fino a Saranda, e nella sua definizione più specifica (un po' più comune), può riferirsi solo a Himara, Tepelena e Kurvelesh. Nella definizione più ampia, oltre a queste tre regioni, altre regioni incluse sono Valona e dintorni a sud della Voiussa, Lunxhëria, Mallakastra, Argirocastro e dintorni, Delvinë e dintorni, Pogon, Dropull, Saranda e talvolta (molto raramente) Këlcyra e Zagori. Le regioni confinanti includono Pogon, Myzeqe, Chamëria, Dangëllia e Dishnica (oltre al confine con la Grecia).

## Cultura

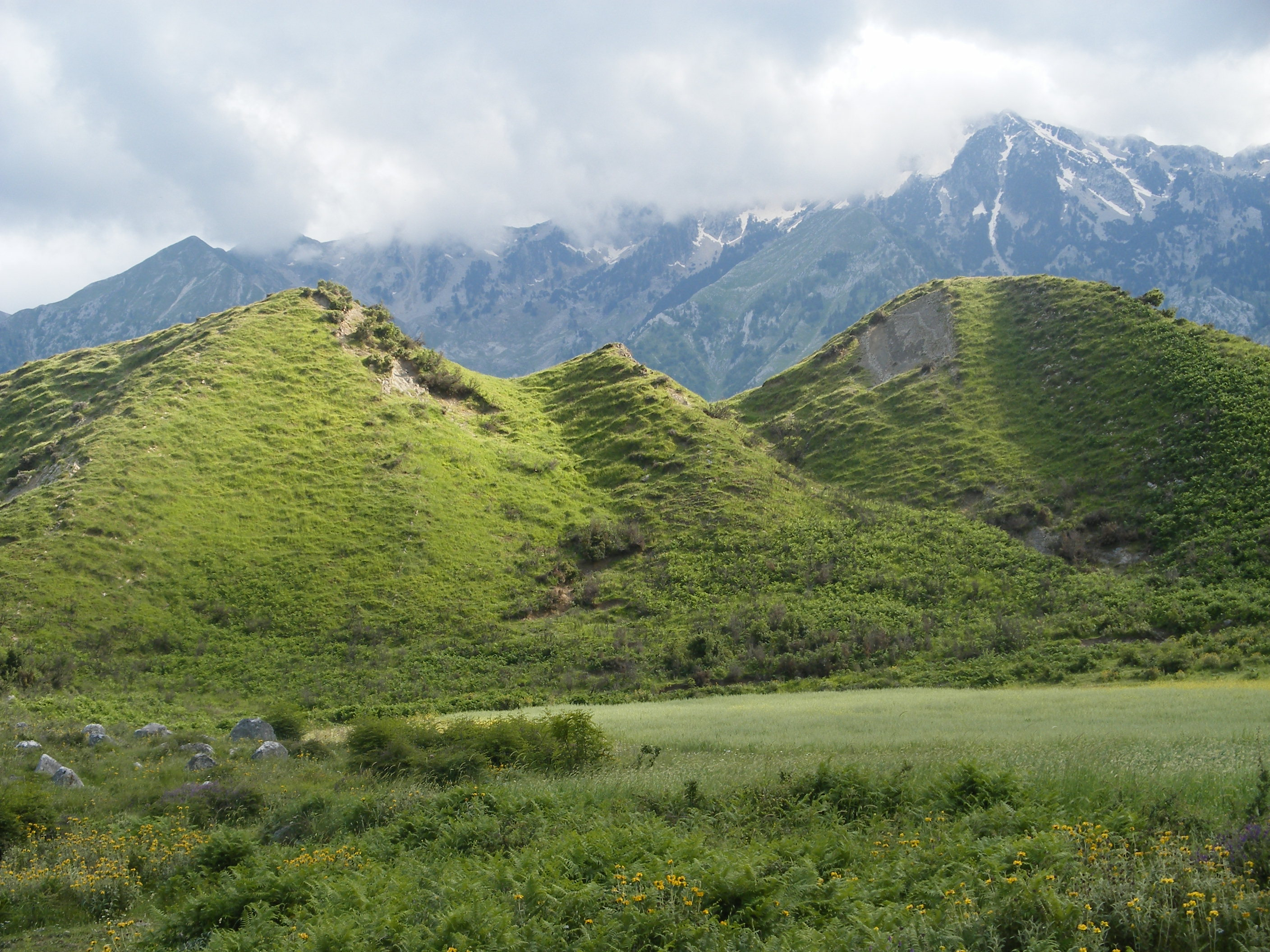
Formazioni collinari a Horë-Vranisht.

La Labëria è culturalmente distinguibile dal resto dell'Albania nelle sue tradizioni e folclore. I Lab erano pastori bellicosi che vivevano principalmente nelle montagne di Kurvelesh, Progonat e Valona durante il periodo bizantino e l'invasione ottomana dell'Albania. Tuttavia, a causa delle migrazioni di massa verso le aree urbane successive alla seconda guerra mondiale, la popolazione è ora concentrata nelle città di Valona, Tepelenë, Argirocastro e Saranda.
Il Pleqërishte è un genere di iso-polifonia albanese che si trova principalmente in Labëria.
La musica dei Lab è polifonica, più morbida e lirica della ruvida musica a voce singola di Gheghi dedicata all'eroismo. Analogamente ad altre comunità montane albanesi basate su clan, i Labhanno sviluppato un codice di leggi consuetudinarie, il Kanun della Labëria (in albanese Kanuni i Labërisë, Kanuni i Papa Zhulit o Kanuni i Idriz Sulit). Questo insieme di leggi tradizionali non scritte sopravvisse ai periodi bizantino e ottomano nei territori isolati e inaccessibili dell'Albania sudoccidentale.
Durante il regime di Enver Hoxha ai Lab, Gheghi e Toschi era vietato sottolineare la propria identità.

## Storia
Nel Medioevo i Lab erano seguaci della Chiesa ortodossa orientale, ma molti si convertirono all'Islam durante il dominio ottomano, con la maggior parte delle conversioni avvenute nel XVIII secolo. Le conversioni furono particolarmente intense durante gli anni di conflitto tra l'Impero russo e l'Impero ottomano, durante i quali venne esercitata una certa pressione sui cristiani ortodossi da parte dei governanti ottomani, inclusa la conversione forzata anche su piccola scala dei villaggi, contraddicendo la tolleranza ufficiale ottomana per i cristiani. Ulteriori ragioni per la conversione includevano la discriminazione e lo sfruttamento dei cristiani da parte dei governanti ottomani, i precedenti modelli di conversione tra le diverse sette cristiane e la diversa distribuzione pre-ottomana delle fedi cristiane nella regione (tra cui l'ortodossia, il cattolicesimo, il bogomilismo e persino l'arianesimo), la tassa fiscale che doveva essere pagata solo dai cristiani, la povertà della chiesa, l'analfabetismo di massa dei sacerdoti e il fatto che la lingua di culto non fosse l'albanese volgare. La tradizione sostiene che una conversione di massa dei Lab sia avvenuta durante una carestia in cui i vescovi di Himara e Delvina si rifiutarono di lasciare che i Lab facessero una pausa e che bevessero latte.
Molti Lab furono reclutati dal corpo dei giannizzeri ottomani a causa della loro natura bellicosa e della preferenza iniziale degli ottomani per il reclutamento di albanesi dopo la loro invasione dei Balcani. Dopo lo scioglimento del corpo dei giannizzeri da parte del sultano Mahmud II nel 1826, anche il ramo sufi dell'Ordine Bektashi, un'istituzione fondamentale dei giannizzeri, fu sciolto e i suoi seguaci giustiziati o esiliati nell'Albania meridionale. Di conseguenza, la maggior parte dei Lab appartiene oggi alla fede Bektashi con i cristiani ortodossi concentrati nella regione costiera di Himara e in alcune sacche nel distretto di Valona e nelle parti meridionali e orientali della regione, intorno a Argirocastro, Delvine e Saranda.
Ali Pasha di Tepeleni o di Yanina (Ioannina/Giannina), soprannominato Aslan, "il Leone", o il "Leone di Yannina" (1740–1822), nacque in questa regione. Governò la parte occidentale della Rumelia, il territorio europeo dell'Impero ottomano, chiamato anche Pascialato di Giannina. La sua corte era a Giannina. Ali ebbe tre figli: Ahmet Muhtar Pasha (che restò servizio nella guerra del 1809 contro i russi), Veli Pasha di Morea e Salih Pasha di Valona. Ali Pasha di Tepeleni morì combattendo il 5 febbraio 1822, all'età di 82 anni.

## Lingua
Il dialetto associato alla Labëria è il dialetto Lab, che è peculiare della regione poiché mescola caratteristiche innovative e arcaiche, ed è strettamente correlato all'arbëresh, parlato dall'antica diaspora albanese in Italia, all'arvanitica degli arvaniti in Grecia e all'albanese Cham.
Il dialetto greco himariota è parlato anche nella regione di Himara, che è spesso considerata parte della Laberia, e altri dialetti greci sono parlati negli estremi meridionali della regione così come nei villaggi di Nartë e Zvernec. Anche le minoranze di aromuni e rom presenti in alcuni luoghi possono parlare le loro lingue ancestrali.

## Religione
Storicamente i Lab erano seguaci della Chiesa Ortodossa Orientale. Le prove letterarie dello storico greco Aravatinos registrano che si convertirono all'Islam in un momento di grande carestia durante il periodo ottomano. Uno dei motivi era relativo ai vescovi cristiani che si rifiutavano di permettere la consumazione del latte durante i giorni di digiuno.